# Кузнецов, Марк Петрович
Марк Петрович Кузнецов (25 апреля 1908, Пермский край — 31 декабря 1986) — механик-водитель 46-й гвардейской танковой бригады, гвардии старшина — на момент представления к награждению орденом Славы 1-й степени.

## Биография
Родился 25 апреля 1908 года в деревне Большие Бороды Куединского района Пермского края. Окончил 4 класса. В 1929 году одним из первых вступил в колхоз, более десяти лет работал трактористом.
В Красной Армии с июля 1941 года. В полковой школе получил специальность механика-водителя танка, был отличником боевой и политической подготовки. На фронте в Великую Отечественную войну с марта 1944 года. Весь боевой путь прошел в составе 2-го батальона 233-й танковой бригады (2-й батальон комплектовался танками Т-34-85, тогда как 1-й батальон — американскими «Шерманами»). Участвовал в боях за освобождение южной Украины и Молдавии, в Ясско-Кишинёвской и Дебреценской операциях. Четыре раза горел в «тридцатьчетверке».
6 апреля 1944 года при освобождении города Унгень сержант Кузнецов, умело маневрируя боевой машиной, ворвался в расположение противника, гусеницами смял 4 пулемета, в составе экипажа поразил танк, бронемашину и свыше отделения противника.
Приказом по войскам 5-го механизированного корпуса от 5 мая 1944 года за мужество и отвагу, проявленные в боях с вражескими захватчиками при освобождении Молдавии, сержант Кузнецов Марк Петрович награждён орденом Славы 3-й степени.
22 августа 1944 года в наступательном бою при взятии города Васлуй старшина Кузнецов вновь отличился. Представляя Кузнецова к ордену Славы 2-й степени, командир 2-го танкового батальона старший лейтенант Щербань писал: «При штурме города Васлуй экипаж танка, в котором механиком-водителем был старшина Кузнецов, одним из первых ворвался в город и нагнал отступающий обоз. В ответ на сигналы остановиться и сдаться в плен обоз набирал скорость. Тогда Кузнецов повел танк на таран и гусеницами раздавил четырнадцать повозок с грузом и личным составом противника. Используя всю техническую мощь танка, огнём и гусеницами экипаж посеял смятение и панику среди гарнизона противника. Офицеры безуспешно пытались остановить солдат, метавшихся по улицам. Умелый манёвр и бесстрашие Кузнецова способствовали успешному выполнению боевой задачи батальоном».
Приказом от 17 сентября 1944 года гвардии старшина Кузнецов Марк Петрович награждён орденом Славы 2-й степени.
7-11 января 1945 года, в период преследования и разгрома противника под городом Комарно, гвардии старшина Кузнецов гусеницами танка раздавил 2 противотанковые орудия, вместе с экипажем уничтожил 2 самоходных орудия, 6 пулеметных точек и свыше 20 вражеских солдат. В боях за населенный пункт Свыше Петер танкисты рассеяли группу контратакующей пехоты противника, поразили БТР и свыше 10 противников.
Указом Президиума Верховного Совета СССР от 28 апреля 1945 года за исключительное мужество, отвагу и бесстрашие в боях с вражескими захватчиками гвардии старшина Кузнецов Марк Петрович награждён орденом Славы 1-й степени. Стал полным кавалером ордена Славы.
В 1945 году гвардии старшина Кузнецов демобилизован. Вернулся на родину, вновь стал работать трактористом в своем колхозе. Активно участвовал в восстановлении хозяйства, стал передовиком производства. В 1972 году коллектив колхоза торжественно проводил М. П. Кузнецова на заслуженный отдых. Но пенсионер союзного значения не стал сидеть дома. Он продолжал работать кочегаром на Куединской санэпидемстанции. Участвовал в патриотической работе, часто выступал в школах и различных учреждениях. Жил в деревне Лайга Куединского района Пермской области.
Скончался 31 декабря 1986 года. Похоронен на кладбище деревни Лайга.
Награждён орденами Отечественной войны 1-й степени, Славы 3-х степеней, медалями.
Именем ветерана названа улица, на которой он жил.